# جبل سوريباتشي
جبل سوريباتشي هو جبل يقع في جنوب غرب جزيرة آيوو جيما،يبلغ ارتفاع الجبل 169 متراً فوق سطح البحر.